# Howard Air Force Base
Die Howard Air Force Base ist eine ehemalige Basis der United States Air Force in Panama. Sie wurde am 1. November 1999 als eines der Ergebnisse der Torrijos-Carter-Verträge geschlossen. Darin ist geregelt, dass die USA alle militärischen Einrichtungen im Umfeld des Panama-Kanals aufgibt und der Regierung Panamas übergibt.
Howard galt lange als die Bastion der US-Luftstreitkräfte in Zentral- und Südamerika und wurde 1942 eröffnet. In ihren Hochzeiten war Howard die Basis für Antidrogen-Einsätze, militärische und zivile Lufttransporte und Großmanöver und SAR-Operationen. Die Basis befindet sich nur ca. 500 Meter vom Pazifischen Ozean entfernt.
Auf der Basis wurden Teile des Films James Bond 007: Ein Quantum Trost (2008) gedreht.
Bei der Verwertung der Immobilie, konkret der Entwicklung von Panama Pacifico wirken die britischen Brüder Ian und Richard Livingstone und Jaime Gilinski Bacal mit.